# Partido Liberal da Austrália
O Partido Liberal da Austrália (em inglês: Liberal Party of Australia) é um partido político australiano de centro-direita a direita. Foi fundado em 1944 como sucessor do Partido Unido da Austrália, e desde então se tornou um dos partidos mais bem-sucedidos da história da Austrália, sendo um dos dois maiores do país, juntamente com seu rival, o Partido Trabalhista Australiano.
O Partido Liberal é o parceiro dominante na Coalizão com o Partido Nacional da Austrália. No nível federal, o Partido Liberal está em coalizão com o Partido Nacional desde 1949. A Coalizão esteve mais recentemente no poder desde a eleição federal de 2013 até a eleição federal de 2022, formando os governos Abbott (2013–2015), Turnbull (2015–2018) e Morrison (2018–2022). O atual líder do partido é Peter Dutton, que substituiu o ex-primeiro-ministro Scott Morrison como líder após a derrota da Coalizão nas eleições federais de 2022.
O Partido Liberal tem uma estrutura federal, com divisões autônomas em todos os seis estados e no Território da Capital Australiana. O Partido Liberal do País do Território do Norte é um afiliado. Tanto o Partido Liberal do País quanto o Partido Liberal Nacional, a divisão do estado de Queensland, foram formados por meio de fusões dos partidos Liberal e Nacional locais. Em nível estadual e territorial, o Partido Liberal está no poder apenas no estado da Tasmânia, desde 2014.
A ideologia do partido tem sido considerada conservadora, conservadora liberal, liberal conservadora e liberal clássica. A sigla tende a promover o liberalismo econômico e o conservadorismo social. Dois de seus ex-líderes, Sir Robert Menzies e John Howard, são os dois primeiros-ministros que duraram mais tempo no poder na Austrália.

## Resultados eleitorais

### Eleições legislativas
| Data | Cl. | Votos     | %           | +/-  | Deputados | +/- | Status   |
| ---- | --- | --------- | ----------- | ---- | --------- | --- | -------- |
| 1946 | 2.º | 1 241 650 | 28,58 / 100 |      | 15 / 74   |     | Oposição |
| 1949 | 2.º | 1 813 794 | 39,39 / 100 | 10,8 | 55 / 121  | 40  | Governo  |
| 1951 | 2.º | 1 854 799 | 40,62 / 100 | 1,2  | 52 / 121  | 3   | Governo  |
| 1954 | 2.º | 1 745 808 | 38,3 / 100  | 2,3  | 47 / 121  | 5   | Governo  |
| 1955 | 2.º | 1 746 485 | 39,7 / 100  | 1,4  | 57 / 122  | 10  | Governo  |
| 1958 | 2.º | 1 859 180 | 37,2 / 100  | 2,5  | 58 / 122  | 1   | Governo  |
| 1961 | 2.º | 1 761 738 | 33,6 / 100  | 3,6  | 45 / 122  | 13  | Governo  |
| 1963 | 2.º | 2 030 823 | 37,1 / 100  | 3,5  | 52 / 122  | 7   | Governo  |
| 1966 | 1.º | 2 291 964 | 40,1 / 100  | 3,0  | 61 / 124  | 9   | Governo  |
| 1969 | 2.º | 2 125 987 | 34,8 / 100  | 5,3  | 46 / 125  | 15  | Governo  |
| 1972 | 2.º | 2 115 085 | 32,0 / 100  | 2,8  | 38 / 125  | 8   | Oposição |
| 1974 | 2.º | 2 582 968 | 35,0 / 100  | 3,0  | 40 / 127  | 2   | Oposição |
| 1975 | 2.º | 3 232 159 | 41,8 / 100  | 6,8  | 68 / 127  | 28  | Governo  |
| 1977 | 2.º | 3 017 986 | 38,1 / 100  | 3,7  | 67 / 124  | 1   | Governo  |
| 1980 | 2.º | 3 108 512 | 37,4 / 100  | 0,7  | 54 / 125  | 13  | Governo  |
| 1983 | 2.º | 2 983 986 | 34,4 / 100  | 3,0  | 33 / 125  | 21  | Oposição |
| 1984 | 2.º | 2 951 556 | 34,1 / 100  | 0,3  | 45 / 148  | 13  | Oposição |
| 1987 | 2.º | 3 175 262 | 34,4 / 100  | 0,3  | 43 / 148  | 2   | Oposição |
| 1990 | 2.º | 3 468 570 | 35,0 / 100  | 0,6  | 55 / 148  | 12  | Oposição |
| 1993 | 2.º | 3 923 786 | 37,1 / 100  | 2,1  | 49 / 147  | 6   | Oposição |
| 1996 | 2.º | 4 210 689 | 38,7 / 100  | 1,6  | 75 / 148  | 26  | Governo  |
| 1998 | 2.º | 3 764 707 | 33,9 / 100  | 4,8  | 64 / 148  | 11  | Governo  |
| 2001 | 2.º | 4 244 072 | 37,4 / 100  | 3,5  | 68 / 150  | 4   | Governo  |
| 2004 | 1.º | 4 741 458 | 40,5 / 100  | 3,1  | 74 / 150  | 5   | Governo  |
| 2007 | 2.º | 4 546 600 | 36,6 / 100  | 3,9  | 55 / 150  | 20  | Oposição |
| 2010 | 2.º | 3 777 383 | 30,5 / 100  | 6,1  | 60 / 150  | 5   | Oposição |
| 2013 | 2.º | 4 134 865 | 32,0 / 100  | 1,5  | 74 / 150  | 14  | Governo  |
| 2016 | 1.º | 3 882 905 | 28,67 / 100 | 3,3  | 60 / 150  | 14  | Governo  |
| 2019 | 1.º | 3 989 435 | 27,97 / 100 | 3,3  | 61 / 151  | 1   | Governo  |
| 2022 | 2.º | 3 502 713 | 23,89 / 100 |      | 42 / 151  | 19  | Oposição |